# Фальк, Бенджамин Джозеф
Бенджамин Джозеф Фальк (англ. Benjamin Joseph Falk; 1853 — 1925) — американский фотограф, работавший в Нью-Йорке.
Начал работать в фотографии с 1870-х годов. Известен как один из пионеров театральной фотографии — в частности, благодаря тому, что 1 мая 1883 года в театре на Мэдисон-сквер сделал первую в историю полную фотографию театральной сцены с изображением действительной мизансцены — финала второго акта комедии «Медовый месяц в России» (переложение пьесы Скриба и Мелесвиля).
Кроме того, Фальк снимал много портретов — среди изображённых им, в частности, Томас Эдисон, Генри Форд, Адольф Бродский, знаменитый силач Евгений Сандов. Об изобретательности Фалька говорит, например, портрет актрисы Билли Барлоу на снегу, в который врезано изображение показывающего низкую температуру термометра.